# ميتش غلازر
ميتش غلازر (بالإنجليزية: Mitch Glazer)‏ هو منتج أفلام وكاتب سيناريو أمريكي، ولد في 1953 في كي بيسكاين في الولايات المتحدة.

## وصلات خارجية
- ميتش غلازر على موقع IMDb (الإنجليزية)
- ميتش غلازر على موقع قاعدة بيانات الأفلام العربية
- ميتش غلازر على موقع ألو سيني (الفرنسية)
- ميتش غلازر على موقع أول موفي (الإنجليزية)
- ميتش غلازر على موقع قاعدة بيانات الأفلام السويدية (السويدية)
- ميتش غلازر على موقع ديسكوغز (الإنجليزية)
- ميتش غلازر على موقع قاعدة بيانات الفيلم (الإنجليزية)
- ميتش غلازر على موقع كينوبويسك (الروسية)